# Панопея
Панопея або Панопа (лат. Panopea, Panope) — персонаж давньогрецької міфології. Нереїда. З нею змагалася в красі Кассіопея. Врятувала Іно.
Панопея — морська богиня, яку моряки закликали під час шторму.
Учасниця п'ятої з «Морських розмов» Лукіана. Її ім'ям названо астероїд 70 Панопея.